# Вільшанська сільська рада (Брусилівський район)
Вільшанська сільська рада (Ульшківська сільська рада) — колишня адміністративно-територіальна одиниця та орган місцевого самоврядування в Брусилівському районі Білоцерківської і Київської округ Київської та Житомирської областей УРСР з адміністративним центром у селі Вільшка.

## Населені пункти
Сільській раді на момент ліквідації були підпорядковані населені пункти:
- с. Вільшка

## Населення
Відповідно до перепису населення СРСР, станом на 17 грудня 1926 року, чисельність населення ради становила 1 232 особи, з них, за статтю: чоловіків — 603, жінок — 629; етнічний склад: українців — 1 226, росіян — 2, поляків — 5. Кількість господарств — 290, з них несільського типу — 1.

## Історія та адміністративний устрій
Створена 1923 року, як Ульшківська, в с. Ульшка Брусилівської волості Радомисльського повіту Київської губернії. 7 березня 1923 року увійшла до складу новоствореного Брусилівського району Білоцерківської округи.
Станом на 1 вересня 1946 року сільрада входила до складу Брусилівського району Житомирської області, на обліку в раді перебувало с. Вільшанка.
Ліквідована 11 серпня 1954 року, відповідно до указу Президії Верховної ради УРСР «Про укрупнення сільських рад по Житомирській області»; територію та с. Вільшка включено до складу Хомутецької сільської ради Брусилівського району Житомирської області.